# Estry

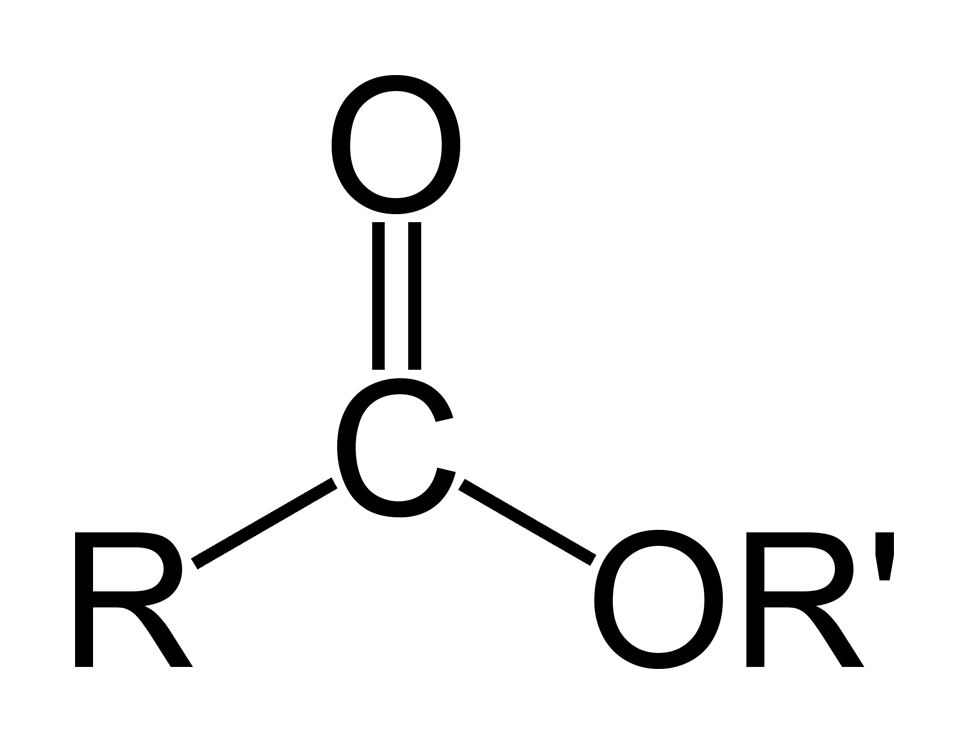
Wzór ogólny estrów kwasów karboksylowych

Estry (od niem. Essigäther – octan etylu, Essig – ocet i Äther – eter) – grupa organicznych związków chemicznych będących produktami kondensacji kwasów i alkoholi lub fenoli. Komponentami kwasowymi mogą być zarówno kwasy karboksylowe, jak i kwasy nieorganiczne.
Bezpośrednia reakcja między kwasem karboksylowym i alkoholem nazywa się estryfikacją. Reakcja ta jest odwracalna, zachodzi w środowisku kwaśnym.
R1
COOH + R2
OH ⇄ R1
COOR2
 + H
2O
Równowagę tej reakcji można przesunąć w prawo (w kierunku tworzenia estru) przez usuwanie jednego z produktów, wody lub estru, ze środowiska reakcji, np. przez destylację lub zastosowanie dodatkowego reagenta konsumującego wodę.
Estry niższych kwasów karboksylowych i alkoholi alifatycznych o krótkich łańcuchach węglowych są cieczami słabo mieszającymi się z wodą, o intensywnym i dość przyjemnym zapachu. Są one jednak w większych dawkach toksyczne, a niektóre są też rakotwórcze. Estry te są stosowane jako rozpuszczalniki organiczne o średniej polarności.
Estry kwasów karboksylowych z długimi grupami alkilowymi, czyli zawierające wyższe kwasy tłuszczowe lub wyższe alkohole alifatyczne, są głównymi składnikami wosku naturalnego. Z kolei estry wyższych kwasów tłuszczowych i gliceryny to tłuszcze.

Monoester kwasu fosforowego

W organizmach żywych poza licznymi estrami kwasów karboksylowych, powszechnie występują estry kwasu fosforowego, np. nukleotydy i kwasy nukleinowe (DNA, RNA). Estry kwasu azotowego są często nietrwałe i mogą mieć właściwości wybuchowe, np. nitroceluloza i nitrogliceryna.

## Otrzymywanie
Estry powstają np. w reakcji alkoholi z kwasami, chlorkami kwasowymi, bezwodnikami kwasowymi i innymi pochodnymi kwasów. Estry można też otrzymać z innych estrów w reakcji transestryfikacji, tj. wymiany reszty alkoholowej estru wyjściowego.

## Właściwości fizyczne
Estry niższych kwasów karboksylowych i alkoholi są cieczami trudno rozpuszczalnymi w wodzie, o intensywnym i dość przyjemnym zapachu, toksyczne w większych dawkach. W miarę wzrostu długości łańcucha zmienia się ich stan skupienia od cieczy, przez gęste oleiste płyny, do ciał stałych. Estry wyższych kwasów są bezwonne i nierozpuszczalne w wodzie. Estry kwasów tłuszczowych i gliceryny to tłuszcze. Temperatury topnienia i wrzenia estrów są niższe niż odpowiednich kwasów karboksylowych. Przyczyną tej różnicy jest fakt, że cząsteczki estrów nie zawierają grupy −OH i nie mogą tworzyć wiązań wodorowych między sobą. W wodzie rozpuszczają się jedynie estry o niskich masach molowych (dzięki tworzeniu wiązań wodorowych między –COO– a cząsteczkami wody). Są dobrymi rozpuszczalnikami dla związków organicznych.

## Właściwości chemiczne
Estry w wodzie ulegają hydrolizie (dla estrów kwasów karboksylowych reakcja ta bywa nazywana zmydlaniem) z różną szybkością, zależną od budowy estru. Reakcja ta może być katalizowana zarówno przez kwasy, jak i zasady.

## Zapach estrów
Wiele estrów kwasów karboksylowych wykazuje intensywny, przyjemny zapach. Najliczniejszą grupą tego rodzaju estrów są pochodne kwasu octowego i kwasu masłowego:

Maślan butylu (zapach ananasa)
Octan izoamylu (zapach bananów)
Octan oktylu (zapach pomarańczy)
Octan benzylu (zapach jaśminu)

### Lista zapachów wybranych estrów
| heksanian allilu     | ananas                            |
| octan benzylu        | gruszka, truskawka, jaśmin        |
| octan bornylu        | sosna aromat drzewa               |
| maślan butylu        | ananas                            |
| maślan etylu         | ananas                            |
| octan etylu          | brzoskwinia, ananas, malina       |
| butanian etylu       | banan, ananas, truskawka          |
| heksanian etylu      | truskawka                         |
| cynamonian etylu     | cynamon                           |
| mrówczan etylu       | cytryna, rum, truskawka           |
| heptanian etylu      | morela, wiśnia, winogrono, malina |
| izowalerianian etylu | jabłko                            |
| mleczan etylu        | winogrono                         |
| nonanian etylu       | winogrono                         |
| walerianian etylu    | jabłko                            |
| octan geranylu       | geranium                          |
| butanian geranylu    | wiśnia                            |
| pentanian geranylu   | jabłko                            |
| octan izobutylu      | wiśnia, malina, truskawka         |
| mrówczan izobutylu   | malina                            |
| octan izopentylu     | gruszka, banan                    |
| octan linalilu       | lawenda, szałwia                  |
| butanian linalilu    | brzoskwinia                       |
| mrówczan linalilu    | jabłko, brzoskwinia               |
| octan mentolu        | mięta pieprzowa                   |
| antranilan metylu    | winogrono, jaśmin                 |
| benzoesan metylu     | owocowy, jagodlin                 |
| octan metylobenzylu  | wiśnia                            |
| butanian metylu      | ananas, jabłko                    |
| cynamonian metylu    | truskawka                         |
| pentanian metylu     | kwiatowy                          |
| octan metylofenylu   | miód                              |
| salicylan metylu     | piwo korzenne, golteria rozesłana |
| kaprylan nonylu      | pomarańcza                        |
| octan oktylu         | owocowy-pomarańcza                |
| butanian oktylu      | pasternak                         |
| octan pentylu        | jabłko, banan                     |
| butanian pentylu     | morela, gruszka, ananas           |
| heksanian pentylu    | jabłko, ananas                    |
| pentanian pentylu    | jabłko                            |
| izobutanian propylu  | rum                               |
| octan n-butylu       | banan                             |
| butanian terpinylu   | wiśnia                            |